# Otena Própria
Otena Própria (em latim: Otena; em grego: Otene; em armênio: Ուտի Առանձնակ; romaniz.: Uti Aṙanjnak) ou Ute-Rostaque (Ուտ-Ռոստակ, lit. "Distrito de Otena"; de rōdastak, "vale, unidade administrativa"), segundo a Geografia de Ananias de Siracena (século VII), foi um gavar (cantão) da província de Otena, no Reino da Armênia. Compreendia uma área de 2 800 quilômetros quadrados e recebeu seu nome dos útios que, segundo Suren Eremyan, eram um dos grupos étnicos do Reino da Albânia. Em 387, como consequência da Paz de Acilisena firmada entre o Império Romano e o Império Sassânida, Otena Própria foi incorporada na Albânia. Mais tarde o distrito foi rebatizado Tavus. No século VIII, um grupo magiar conhecido como sevordiques (sewordik) se assentou ali.